# ミキネス島
ミキネス島（Mykines）は、フェロー諸島で最も西側にある島。島内にあるミキネス村が唯一の集落である。

## 概略
「ミキネス」の名称はケルト語で「豚の島」を意味する「muc-innis」から由来していると考えられている。ニシツノメドリなどのツノメドリ属やシロカツオドリなどのシロカツオドリ属の鳥、コシジロウミツバメ、ヨーロッパヒメウ、ハイイロアザラシの多くが島に生息しており、ウミガラス、ハジロウミバト、ミツユビカモメ、フルマカモメなどもここで繁殖する。島のすぐ西にある小島、Mykineshólmurにも多くの鳥が棲んでいる。35メートルの峡谷、Hólmgjógvに架けられた歩道橋が、これら二つの島を結んでいる。島は2012年にラムサール条約登録地となった。
ユキウサギがかつて島に持ち込まれ、以降山地やその周囲の渓谷に棲みついている。ハツカネズミの亜種のMus musculus mykinessiensisが島特有のネズミであり、6世紀ごろに島を開拓したアイルランド人僧が持ち込んだものと考えられている。このネズミに最も近い種は、絶滅したMus musculus muralisという学名のネズミ。
島はその位置がUTC-1標準時を使用する地域に位置しているが、他のフェロー諸島を形成する島々と同じくグリニッジ標準時を採用している。

## 人口推移
| 年     | 人口（人） |
| ------ | ---------- |
| 1769年 | 61         |
| 1870年 | 114        |
| 1890年 | 154        |
| 1925年 | 179        |
| 1940年 | 170        |
| 2004年 | 11         |